# Masters of Reality
Pour l’article homonyme, voir Master of Reality.
Masters of Reality est un groupe américain de rock alternatif, originaire de Syracuse, New York. Masters of Reality s'inspire au début de sa carrière du heavy metal du début des années 1970. Cette inspiration fait du groupe de Chris Goss, lui-même producteur, un précurseur du mouvement stoner rock.

## Historique
Masters of Reality (nommé ainsi d’après l’album Master of Reality de Black Sabbath) est formé en 1980 à Syracuse, New York, par Chris Goss et Tim Harrington. Le groupe est à l’origine un duo accompagné sur scène par une drum machine. 
C'est seulement en 1988 que le groupe sort son premier album studio, intitulé Masters of Reality, puis se sépare l'année suivante en 1989 à la veille d'un concert à Chicago, lors d'une tournée en première partie du groupe King's X. Goss et le bassiste Googe gardent le nom du groupe et s'installent à Los Angeles. Le guitariste Tim Harrington et le batteur Vinnie Ludovico regagnent New York et forment un nouveau groupe, The Bogeymen, signé par le label Delicious Vinyl.
Le deuxième album du groupe ne paraît qu'en 1993 avec Ginger Baker, ancien batteur de Cream. Il sera remplacé un an plus tard par Vinnie Indrizzo. Par la suite Chris Goss met le groupe en veilleuse, après l’enregistrement d’un album jamais sorti. Il faut attendre 1997 pour que sorte un album live et 1999 pour qu'un troisième album studio voit le jour. Chris Goss est dès lors l'unique membre permanent de ce qui s'apparente plus à un projet personnel qu'à un véritable groupe.
En 2001, sort Deep in the Hole, un quatrième album studio enregistré avec les musiciens emblématiques de la scène de Palm Desert (CA) dont Josh Homme et Nick Oliveri de Queens of the Stone Age mais aussi Dave Catching ou Mark Lanegan. Josh Homme et Nick Oliveri participent également à la tournée européenne du groupe dont est tirée un album live. À la fin 2004 Chris Goss, à la suite de problèmes de santé, met à nouveau le groupe en suspens et forme en 2005, en compagnie de Jeordie White, un nouveau projet musical Goon Moon. Un nouvel album, Pine/Cross Dover, paraît en 2009.

## Membres

### Membres actuels
- Chris Goss - chant, guitare, claviers (depuis 1981)

### Membres invités
- Tim Harrington - guitare (1980-1989)
- Brendon McNichol - guitare (1997)
- Googe - basse (1980-1997)
- Vinnie Ludovico - batterie (1980-1989)
- Ginger Baker - batterie (1992-1993)
- Victor Indrizzo - batterie (1994-1997)
- John Leamy - batterie (1999-2009)
- Chris Johnson - claviers (1997)

## Discographie

### Albums studio
- 1988 : Masters of Reality
- 1993 : Sunrise on the Sufferbus
- 1999 : Welcome to the Western Lodge
- 2001 : Deep in the Hole
- 2004 : Give Us Barabbas
- 2009 : Pine/Cross Dover
- 2025 : The archer

### Albums live
- 1997 : How High the Moon: Live at the Viper Room
- 2002 : Flak 'n' Flight

### Apparition
- 2003 : Devil's Radio (sur l'album hommage A Tribute to George Harrison)